# Gekkan Shōjo Nozaki-kun
Gekkan Shōjo Nozaki-kun (月刊少女野崎くん, Gekkan Shōjo Nozaki-kun) és un còmic web de quatre panells escrit i il·lustrat per Izumi Tsubaki. Els seus capítols es publiquen a Gangan Online, i són publicats en volums tankōbon per Square Enix. Una adaptació a sèrie d'animació per part de l'estudi Dogakobo va començar a emetre's el juliol de 2014.

## Argument
L'estudiant de secundària Chiyo Sakura està enamorada del seu company Umetarou Nozaki. Quan ella li confessa el seu amor, ell la confon amb una fan i li signa un autògraf. Quan ella diu que vol estar amb ell, ell la convida a casa seva i fa que l'ajudi en els seus dibuixos. La Sakura descobreix que en Nozaki és en realitat un reconegut artista de manga shōjo que treballa amb el pseudònim de Sakiko Yumeno. Ella accepta ser la seva ajudant per apropar-se a ell. Mentre treballen en el seu manga "Enamorem-nos" (恋しよっ, Koi Shiyo), es troben amb altres companys d'escola, que els ajuden i serveixen d'inspiració per a la història.

## Contingut de l'obra

### Manga
Izumi Tsubaki va començar a serialitzar el manga a la revista en línia Gangan Online de Square Enix el 25 d'agost de 2011. A agost de 2022, la sèrie s'ha recopilat en catorze volums tankōbon.
A part dels còmics, també se n'han publicat un fanbook oficial i una antologia manga (que conté històries de Satsuki Yoshino (Barakamon), Yasunobu Yamauchi (Danshi Kōkōsei no Nichijō), Tachibana Higuchi (Gakuen Alice), Shigeru Takao i Dan Ichikawa, publicats tots dos el 22 d'agost de 2014.

### Anime
Media Factory va anunciar-ne una adaptació a l'anime el 21 de març de 2014 i el lloc web oficial de l'anime va publicar diversos vídeos, revelant membres clau del repartiment i del personal, que diferien del CD drama. L'anime va ser produït per Doga Kobo i dirigit per Mitsue Yamazaki, que havia treballat a Hakkenden i Durarara!!. La composició de la sèrie va estar a càrrec de Yoshiko Nakamura. Junichirō Taniguchi, que va fer la segona temporada de Genshiken i la pel·lícula de Puella Magi Madoka Magica, es va encarregar del disseny dels personatges. Es va estrenar el 7 de juliol de 2014 a TV Tokyo, seguit de TV Osaka, TV Aichi, TSC, TV Hokkaido, TVQ, AT-X durant la resta de la setmana. El tema d'obertura, titulat "Kimi Janakya Dame Mitai" (君じゃなきゃダメみたい), va ser compost i interpretat per Masayoshi Ōishi i el tema final, "Uraomote Fortune" (ウラオモテ・フォーチュン), va ser interpretat per Ari Ozawa.
El 25 de juliol de 2014, Sentai Filmworks va anunciar que havia autoritzat la sèrie per a la publicació en format domèstic. Media Factory va treure l'anime a la venda en formats Blu-ray i DVD al Japó a partir del 24 de setembre de 2014 en sis volums. Amb cada volum de Blu-ray/DVD s'incloïen ofertes especials de Mini-OVA.